# دیوید کراس (بازیکن فوتبال، زاده ۱۹۸۲)
دیوید کراس (انگلیسی: David Cross؛ زادهٔ ۷ سپتامبر ۱۹۸۲) بازیکن فوتبال اهل بریتانیا است.
از باشگاه‌هایی که در آن بازی کرده‌است می‌توان به باشگاه فوتبال نوتس کانتی اشاره کرد.